# 砂冈良治
砂冈良治（日语：／ Isaoka Ryōji，1962年2月18日—），日本男子举重运动员。他曾代表日本参加1984年、1988年和1992年夏季奥林匹克运动会举重比赛，其中1984年奥运会获得一枚铜牌。他也曾参加1982年、1986年和1990年亚洲运动会。